# Arisa Matsubara
Arisa Matsubara (松原 有沙 Matsubara Arisa?), född 1 maj 1995, är en japansk fotbollsspelare som spelar för Nojima Stella Kanagawa Sagamihara.
Matsubara spelade 2 landskamper för det japanska landslaget.